# Bogdan Tyc
Bogdan Mieczysław Tyc (ur. 1956, zm. 18 grudnia 2020) – polski producent i wydawca muzyczny, założyciel oraz wieloletni dyrektor Box Music.

## Życiorys
Karierę w branży muzycznej zaczynał jako DJ. W 1996 założył wytwórnię muzyczną Box Music, której był wieloletnim właścicielem i dyrektorem. Jako producent współpracował między innymi z zespołami Dżem i Voo Voo. Bogdan Tyc był również autorem tekstów w tym między innymi dla Damiana Holeckiego. Był współzałożycielem i członkiem Akademii Fonograficznej ZPAV oraz członkiem i współpracownikiem Związku Producentów Audio Video. Bogdan Tyc był również pomysłodawcą i organizatorem Śląskiej Gali Biesiadnej. 
Był scenarzystą i współtwórcą programów radiowych i telewizyjnych w tym między innymi emitowanego od 2014 programu My Wam to zagramy w telewizji TVS. Prowadził również audycję w Radiu Piekary.  